# Calamonastes undosus
Calamonastes undosus là một loài chim trong họ Cisticolidae.